# Fernando del Monte
Fernando del Monte Ceceña (Chihuahua, Chihuahua, 26 de abril de 1958) es un periodista mexicano con 40 años de experiencia, titular durante 19 años de uno de los principales noticieros de televisión de la ciudad de Tijuana, Baja California. En 2007, fue candidato del Partido Revolucionario Institucional a presidente municipal de Tijuana.
Originario del estado de Chihuahua, en 1989 asumió la conducción del noticiero Al Tanto del Canal 12 de Televisa Tijuana. Posteriormente recayó en él la titularidad y la dirección general de Noticieros Televisa en Baja California , siendo conductor del espacio informativo las noticias. También Condujo "Puntos de Vista" en la Estación Radio Fórmula 1420
Fue postulado candidato a Presidente Municipal de Tijuana por la Alianza para que Vivas Mejor, formada por el Partido Revolucionario Institucional, el Partido Verde Ecologista de México y el Partido Estatal de Baja California, en sustitución de Jorge Asztiazarán Orcí quien fue retirado como candidato de la alianza por no poder comprobar su ciudadanía mexicana con la antigüedad exigida por la ley.
Del Monte logró una votación nunca antes alcanzada por el PRI en Tijuana. Con sólo tres semanas y media de campaña obtuvo 200,944 votos, 1.3% menos que los 206,367 del candidato triunfador, Jorge Ramos Hernández del Partido Acción Nacional .
Actualmente continúa en la política nacional, ahora como Coordinador de Comunicación Social del Partido Nueva Alianza en los estados de Sinaloa, Sonora y Baja California. y Vuelve a Radio Fórmula pero No en La 1420 de AM, sino en La 950 de AM bajo el Nombre de Fórmula Informativa.